# 火事場のクソ力
- キン肉マン > 火事場のクソ力
- キン肉マンII世 > 火事場のクソ力

火事場のクソ力（かじばのクソぢから）とは、ゆでたまごの漫画『キン肉マン』およびその続編『キン肉マンII世』に登場する架空の能力。作中の登場人物、特に主人公のキン肉マンやその一族に顕著に見られる潜在能力で、窮地に陥った際、普段を遥かに超えるパワーを発揮する。

## 『キン肉マン』
「火事場のクソ力」という呼称の作中での初出は、「超人オリンピック編」でキン肉マンが優勝を決めた直後にラーメンマンが発した台詞である。ロビンマスクの必殺技により気絶状態にあったキン肉マンであったが、無意識に体が動いて放った逆転の大技でフォール勝ちを収める。この様子をラーメンマンは「火事場のクソ力」と呼び、「自己防衛本能」「戦う超人にとってもっとも大切な野生の本能」と形容した。これを皮切りにキン肉マンはウォーズマン、バッファローマンといった強豪たちを火事場のクソ力で破り続け、「奇蹟の逆転ファイター」の異名で呼ばれるようになる。
キン肉マンの火事場のクソ力は闘いの中で成長を続け、通常は一度備われば一生変化しないという超人強度の原則を無視し、その最高値たる1億パワーにも届く勢いとなった。これを知った邪悪五神が、キン肉マンがキン肉星の王位を継承して天上界へも影響を及ぼすことを危惧したのが『キン肉マン』旧作最終シリーズ「キン肉星王位争奪編」の発端である。
火事場のクソ力を持つのはキン肉マンだけとは限らない。ウォーズマンがキン肉マンとの対戦で学習した火事場のクソ力をバッファローマン相手に発揮したのを皮切りに、アシュラマンが悪魔超人版火事場のクソ力である魔界のクソ力、アレキサンドリア・ミートがミキサー大帝戦にてミート式火事場のクソ力を使用している。キン肉マンの兄・アタルは、火事場のクソ力の原型とされる業火のクソ力（アニメ版では「元祖・火事場のクソ力」）を使用した。

### 新シリーズ
「完璧超人始祖編」では、完璧超人軍の調査により「火事場のクソ力」と友情パワーは同じものだと判断されている。キン肉マンが友情パワーを超人界へ必要以上に拡散し続け、それが同時に火事場のクソ力をも浸透させることに繋がり、強くなった超人たちが太古のような闘争を繰り返す恐れを危惧したザ・マン（超人閻魔、ストロング・ザ・武道）および完璧超人軍が、キン肉マンとその影響を受けた全ての超人を殲滅する決断を下したのがシリーズの発端である。例としては、バッファローマン対グリムリパー戦において、仲間の悪魔超人たちを侮辱された怒りからバッファローマンの超人強度が本来の1000万パワーを遥かに超えて8000万パワー以上に達し、調査不能となったことが挙げられ、キン肉マンとの闘いを通じて「友情」を知った超人は敵味方・属性を問わず火事場のクソ力の片鱗に目覚めていることがわかる。また、本シリーズ以降は発露時に体の一部や全体が光る発光現象が発現するのが確認できる。
「完璧超人始祖編」の終盤にて、友情パワーの源泉は「倒すべき相手をも救う“慈悲の心”」にあると定義づけられ、情を持たない悪魔将軍も、師たるザ・マンに対してだけは使命感を糧に友情パワーを発露することができた。
「オメガ・ケンタウリの六鎗客編」では、滅びかけた故郷を再生させる鍵として火事場のクソ力を利用するため、オメガ・ケンタウリの六鎗客が地球に襲来。その一員・パイレートマンが、キン肉マンとの闘いを通じてクソ力の発露には大きく三つの段階があると看破した。一段階目はキン肉マン自身がパイレートマンを倒そうとして出した「己のために出す力」。二段階目は六鎗客に倒された仲間を思って出した「友のために出す力」。三段階目はオメガの民を救う決意を持って出した「敵のために出す力」である。パイレートマンは一段階目は簡単にねじ伏せ、二段階目も「仲間のために尽力することは当然」と考えて耐えたものの、敵のために尽力するという三段階目はオメガの民にはない価値観であったがゆえに切り返せず敗北を喫することとなった。
フルメタルジャケッツ（キン肉アタル、ブロッケンJr.）対オメガ・グロリアス（オメガマン・アリステラ、マリキータマン）戦では、「恨み」や「憎しみ」といった感情はクソ力と最も相性が悪く、そういった思いを込めてクソ力を発動しても一時的には超人強度を高められるが、思いが強まるほど逆に大きく弱体化していくことがアタルによって語られた。

## 『キン肉マンII世』
続編の『キン肉マンII世』では K・K・D（Kajibano・Kuso・Dikara）の省略表記がされるようになり、「キン肉族にだけ与えられた神秘の力」と設定が改められた。未熟な火事場のクソ力（通称「たき火のクソ力」）で戦い続けたキン肉マンの息子・万太郎の体はデビューから6戦で既に廃人に近くなっており、「K・K・D修練（火事場のクソ力チャレンジ）」と呼ばれる試練に打ち勝つことで完全なクソ力を身に付ける必要があった。火事場のクソ力の三大要素は「寛容」「無我」「友情」であるとされ、その対極の精神「強欲」「残虐」「非道」から成る「墓場のクソ力」を持つノーリスペクトとの闘いを通じ万太郎はこれらを身に付けた。
また、火事場のクソ力の強さ（K・K・D値）を炎の大きさで計測する器具「魂のランタン」が登場し、キン肉マンやアタルのほかに万太郎の祖父・真弓も大きな炎を灯している。
キン肉族特有の力とされた火事場のクソ力であるが、ロビンマスクの息子・ケビンマスクは火事場のクソ力に似た、極限状態で潜在能力を発揮する大渦（メイルストローム）パワーを持つ。超人オリンピック ザ・レザレクションの決勝戦は、万太郎の火事場のクソ力とケビンの大渦パワーのぶつかり合いとなった。いずれの力も、発露時に体の一部や全体が光る「発光現象」が発現する。

## テーマソング
火事場のクソ力
歌 - 平石豊茂美 / 作詞 - そのべかずのり / 作曲 - 吉実明宏 / 編曲 - 京田誠一

## コンピュータゲーム
『キン肉マン』を題材にしたコンピュータゲームのいくつかは、ゲームシステムとして火事場のクソ力が取り入れられ、この場合全てのキャラクターが火事場のクソ力を備える。
PlayStation 2『キン肉マン ジェネレーションズ』などでは、残り体力が規定値を下回ると火事場のクソ力が発動し、一定時間キャラクターが強化される。強化内容はキャラクターごとで異なり、多くは攻撃力または防御力が上昇するが、例えば悪魔将軍はあらゆるダメージが無効化されるなど、キャラクターによっては非常に強力な効果が発動する。
アーケードゲーム『キン肉マン マッスルグランプリ』やその移植版では、キャラクターの特性を「攻撃重視」「防御重視」「火事場のクソ力」から選択可能。火事場のクソ力を選んだ場合は、残り体力が一定値を下回るとテンションゲージ（必殺技を発動するためのゲージ）が溜まりやすくなる。

## その他
- バッファローマン対ウォーズマン戦では、火事場のクソ力について「相手のパワーを逆用する技」とキン肉マンが解説している[14]。
- キン肉マンの師であるプリンス・カメハメのテーマソング『鉄人カメハメ』の曲中挿入されるセリフに「悪を憎む正しい心とどんなことがあってもへこたれない根性を持ってぶつかる時、火事場のクソ力が発揮される」とある。
- ゆでたまご公認の謎本『キン肉マン 77の謎』[15]では、超人強度100万パワー以下の正義超人が、それより遥かに超人強度の高い相手と互角に戦えるのは、火事場のクソ力を発揮しているためであると解釈している。また、同書では人間にも備わっている能力であると、現実世界の「火事場の馬鹿力」との関連性を示唆した記述もある。
- 学研の図鑑『キン肉マン「超人」』ではロビン一族の「大渦パワー」、悪魔将軍の「ロンズデーライトパワー」も火事場のクソ力とほぼ同義の力と解説されている[16]。